# Henry’s Dream
Henry’s Dream — седьмой студийный альбом группы Nick Cave and the Bad Seeds, изданный в 1992 году.

## Об альбоме
Henry’s Dream один из самых почитаемых альбомов у поклонников группы, однако, сам Кейв остался недоволен им, потому что Bad Seeds собирались сделать настоящий шедевр, а не просто качественный рок-альбом, каким вышел Henry’s Dream. Виновником этого музыкант видит продюсера Дэвида Бриггса и использованную им технику записи «live-in-the-studio» (живое выступление в студии), позаимствованную у Нила Янга. Тем не менее альбом получил положительные оценки критиков, старейший и уважаемый музыкальный еженедельник Melody Maker поставил его на 7 место в списке лучших альбомов 1992 года. В записи Henry’s Dream приняли участие новые члены Bad Seeds: Мартин Кейси и Конвэй Савэдж, оба австралийцы. Вслед за альбомом последовал тур из пятидесяти пяти концертов, по итогами которого вышел концертный альбом Live Seeds.

## Список композиций
| #  | Название                    | Продолжительность | Автор(ы) |
| -- | --------------------------- | ----------------- | -------- |
| 1. | Papa Won’t Leave You, Henry | 5:43              | Ник Кейв |
| 2. | I Had a Dream, Joe          | 3:42              | Ник Кейв |
| 3. | Straight to You             | 4:35              | Ник Кейв |
| 4. | Brother, My Cup Is Empty    | 3:02              | Ник Кейв |
| 5. | Christina the Astonishing   | 4:50              | Ник Кейв |
| 6. | When I First Came to Town   | 5:21              | Ник Кейв |
| 7. | John Finn’s Wife            | 5:13              | Ник Кейв |
| 8. | Loom of the Land            | 5:07              | Ник Кейв |
| 9. | Jack the Ripper             | 3:45              | Ник Кейв |

## Участники записи
- Ник Кейв — вокал, фортепиано, орган, губная гармоника
- Мик Харви — ритм-гитара, фортепиано, орган, вибрафон, барабаны, бэк-вокал
- Бликса Баргельд — гитара, бэк-вокал
- Конвей Савэдж — фортепиано, родес-пиано
- Мартин Кейси — бас-гитара, бэк-вокал
- Томас Уайдлер — ударные, перкуссия

Гости
- Деннис Кармазин — виолончель
- Брюс Дуков — скрипка
- Барбара Портер — скрипка